# 데우스 사우비 오 헤이
《데우스 사우비 오 헤이》(포르투갈어: Deus Salve o Rei)는 2018년 방영된 브라질의 텔레노벨라이다.